# Ministerie van Buitenlandse Zaken, Internationale Handel en Samenwerking

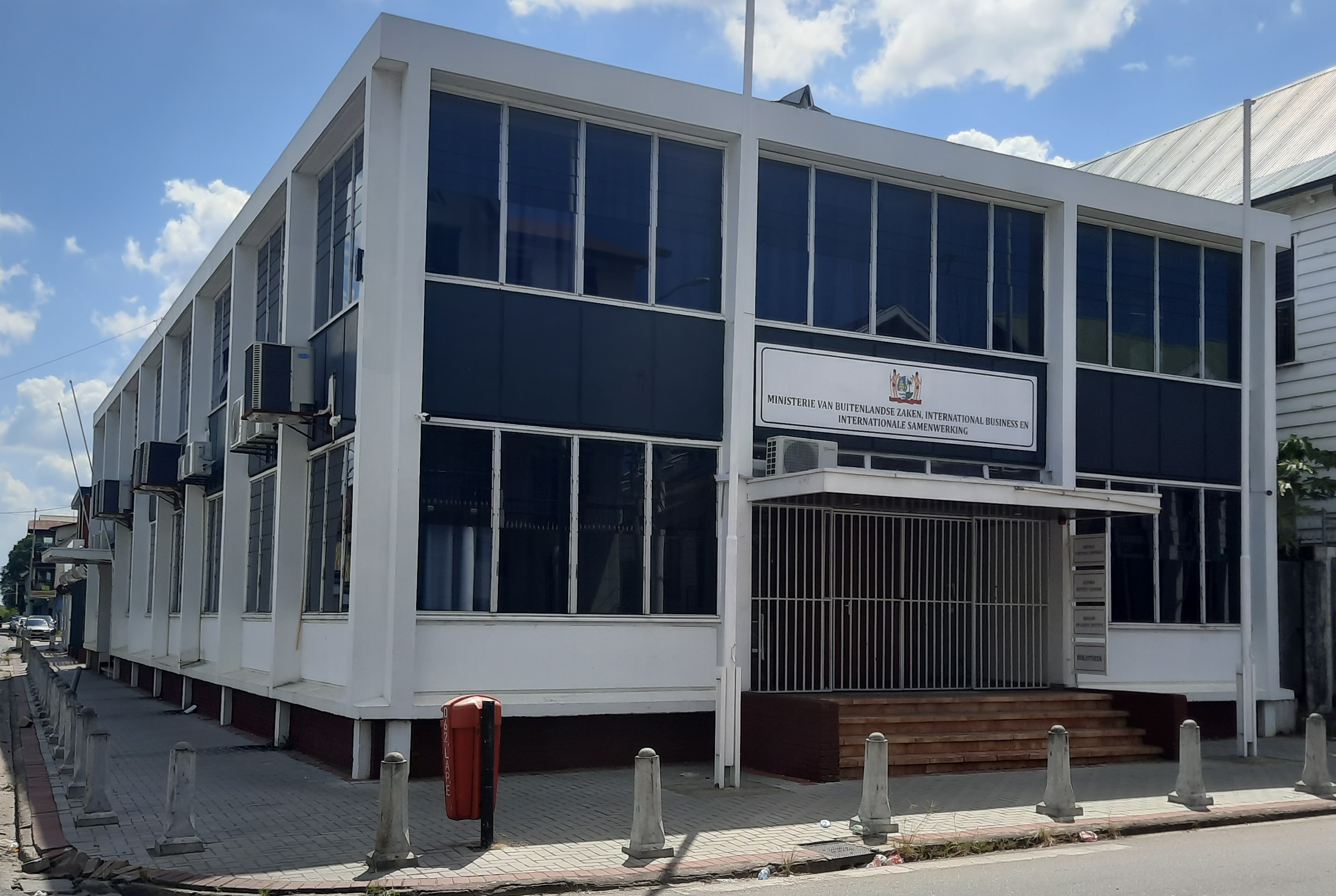
Vestiging aan de Mr. F.H.R. Lim A Postraat 25

Het Surinaamse ministerie van Buitenlandse Zaken, Internationale Handel en Samenwerking (BIS) behartigt de internationale betrekkingen van Suriname. Van 2020 tot 2025 heeft dit het ministerie Buitenlandse Zaken, Internationale Business en Internationale Samenwerking (BIBIS) . Het is gevestigd aan de Henck Arronstraat en kent vier onderdirectoraten, voor Consulaire Zaken, Geopolitieke zaken, Ontwikkelingssamenwerking en Internationale Handel, en Regionale Integratie.
Het beleid van het ministerie is gericht op:
- Internationale betrekkingen, zowel bilateraal als multilateraal
- Grenslandenpolitiek
- Regionale integratie
- Migratie en personenverkeer
- Nationaal dialoog op hoog niveau
- Ontwikkelingsdiplomatie
- Ontwikkelingssamenwerking en internationale handel
- De Surinaamse diaspora
- Internationale samenwerking (sinds 2020)[2]